# أميركان ترك سيميولايتر
أميركان ترك سيميولايتر (بالإنجليزية: American Truck Simulator) هي لعبة محاكي شاحنات من تطوير شركة إس سي إس سوفتويير. صدرت اللعبة في 2 فبراير 2016 على أجهزة مايكروسوفت ويندوز، ماك أو إس ولينكس.